# Server web

Pachetul LAMP combină Linux cu MySQL, PHP si serverul web Apache.

Serverul web sau web server este serverul care stochează (găzduiește) pagini web și le pune la dispoziția solicitanților prin protocolul HTTP. Și de dată aceasta relația server-client se bazează pe o aplicație care este instalată pe server și care este programată să transfere paginile web găzduite. Putem observa aici că ideea de web server presupune și noțiunea de hosting (găzduire), asta deoarece serverul trebuie să dețină datele pe care urmează să le returneze la cerere.
Relația este următoarea: utilizatorul (clientul) aflat în dreptul unui computer pe care are instalată o aplicație tip browser solicită (serverului) prin intermediul unui url o anumită pagină web; serverul rulează anumite linii de cod și returnează un rezultat. Descrierea de mai sus se potrivește perfect în cazul site-urilor (paginilor web) statice (adică cele bazate în exclusivitate doar pe limbajele html și css).
Există însă așa numitele site-uri dinamice care au în compunere alături de limbajul rudimentar de afișare a paginii web și un limbaj de comunicare între serverul web și o bază de date. De această dată relația este următoarea: utilizatorul (clientul) aflat în dreptul unui computer pe care are instalată o aplicație tip browser solicită (serverului) prin intermediul unui url o anumita pagină web; serverul web verifică solicitarea și prin intermediul unui limbaj de programare special interoghează o bază de date, dacă anumite condiții sunt întrunite, baza de date returnează serverului web datele solicitate care la rândul lui furnizează datele mai departe clientului inițial. În această ultimă relație între web server și utilizator sunt transmise doar informații destinate afișării în browser într-o formă prietenoasă a informațiilor solicitate. Până să ajungă la utilizator, așa cum am văzut mai sus, serverul web prin intermediul unui scripting special schimbă o serie de informații cu o bază de date stocată.